# Campionati europei di sollevamento pesi 1972
I Campionati europei di sollevamento pesi 1972, 53ª edizione della manifestazione, si svolsero a Costanza dal 13 al 21 maggio 1972.

## Formula
La formula prevedeva tre serie di sollevamenti:
- sollevamento a distensione a due mani;
- sollevamento a strappo a due mani;
- sollevamento a slancio a due mani.

## Titoli in palio
| Categoria            | Eventi         | Atleti |
| -------------------- | -------------- | ------ |
| Pesi mosca           | Fino a 52 kg   | 10     |
| Pesi gallo           | Fino a 56 kg   | 12     |
| Pesi piuma           | Fino a 60 kg   | 10     |
| Pesi leggeri         | Fino a 67.5 kg | 21     |
| Pesi medi            | Fino a 75 kg   | 23     |
| Pesi massimi leggeri | Fino a 82.5 kg | 23     |
| Pesi mediomassimi    | Fino a 90 kg   | 16     |
| Pesi massimi         | Fino a 110 kg  | 20     |
| Pesi supermassimi    | Oltre i 110 kg | 14     |

## Nazioni partecipanti
Le nazioni che hanno partecipato ai campionati furono 25 per un totale di 149 atleti partecipanti. Tra parentesi i partecipanti per nazione.
- Albania (7)
- Austria (6)
- Belgio (5)
- Bulgaria (9)
- Cecoslovacchia (6)
- Danimarca (3)
- Finlandia (9)
- Francia (7)
- Germania Est (9)
- Germania Ovest (8)
- Grecia (5)
- Islanda (2)
- Italia (6)
- Jugoslavia (1)
- Norvegia (6)
- Polonia (9)
- Portogallo (2)
- Regno Unito (9)
- Romania (8)
- Spagna  (1)
- Svezia (6)
- Svizzera (2)
- Turchia (4)
- Ungheria (9)
- Unione Sovietica (10)

## Risultati
| Evento      | Oro                | Oro      | Argento            | Argento  | Bronzo             | Bronzo   |
| 52 kg       | 52 kg              | 52 kg    | 52 kg              | 52 kg    | 52 kg              | 52 kg    |
| ----------- | ------------------ | -------- | ------------------ | -------- | ------------------ | -------- |
| Distensione | Adam Hnativ        | 120,0 kg | Zygmunt Smalcerz   | 112,5 kg | Lajos Szűcs        | 107,5 kg |
| Strappo     | Zygmunt Smalcerz   | 102,5 kg | Ion Hortopan       | 95,0 kg  | Boleslav Pachol    | 95,0 kg  |
| Slancio     | Lajos Szűcs        | 127,5 kg | Adam Hnativ        | 127,5 kg | Zygmunt Smalcerz   | 125,0 kg |
| Totale      | Zygmunt Smalcerz   | 340,0 kg | Adam Hnativ        | 332,5 kg | Lajos Szűcs        | 327,5 kg |
| 56 kg       |                    |          |                    |          |                    |          |
| Distensione | Rafail Beljankoŭ   | 120,0 kg | Waldemar Korcz     | 115,0 kg | Georgi Todorov     | 115,0 kg |
| Strappo     | Rafail Beljankoŭ   | 105,0 kg | Szymon Czyz        | 105,0 kg | Georgi Todorov     | 102,5 kg |
| Slancio     | Georgi Todorov     | 137,5 kg | Rafail Beljankoŭ   | 135,0 kg | Victor Rusu        | 135,0 kg |
| Totale      | Rafail Beljankoŭ   | 360,0 kg | Georgi Todorov     | 355,0 kg | Waldemar Korcz     | 352,5 kg |
| 60 kg       |                    |          |                    |          |                    |          |
| Distensione | Henryk Trębicki    | 125,0 kg | Ymer Pampuri       | 125,0 kg | Dito Šanidze       | 122,5 kg |
| Strappo     | Dito Šanidze       | 120,0 kg | Norajr Nurikjan    | 117,5 kg | Wolfgang Zander    | 112,5 kg |
| Slancio     | Dito Šanidze       | 152,5 kg | Norajr Nurikjan    | 150,0 kg | Mieczysław Nowak   | 150,0 kg |
| Totale      | Dito Šanidze       | 395,0 kg | Norajr Nurikjan    | 387,5 kg | Mieczysław Nowak   | 375,0 kg |
| 67,5 kg     |                    |          |                    |          |                    |          |
| Distensione | Mladen Kučev       | 155,0 kg | Zbigniew Kaczmarek | 150,0 kg | Pietro Masala      | 142,5 kg |
| Strappo     | Mucharbij Kiržinov | 130,0 kg | Mladen Kučev       | 125,0 kg | Zbigniew Kaczmarek | 125,0 kg |
| Slancio     | Mladen Kučev       | 167,5 kg | Mucharbij Kiržinov | 167,5 kg | Zbigniew Kaczmarek | 167,5 kg |
| Totale      | Mladen Kučev       | 447,5 kg | Zbigniew Kaczmarek | 442,5 kg | Mucharbij Kiržinov | 435,0 kg |
| 75 kg       |                    |          |                    |          |                    |          |
| Distensione | Viktor Kurencov    | 160,0 kg | Jordan Bikov       | 155,0 kg | Anselmo Silvino    | 150,0 kg |
| Strappo     | Aimé Terme         | 140,0 kg | Jordan Bikov       | 137,5 kg | Frank Zielecke     | 137,5 kg |
| Slancio     | Jordan Bikov       | 185,0 kg | Viktor Kurencov    | 177,5 kg | Anselmo Silvino    | 175,0 kg |
| Totale      | Jordan Bikov       | 477,5 kg | Viktor Kurencov    | 472,5 kg | Anselmo Silvino    | 460,0 kg |
| 82,5 kg     |                    |          |                    |          |                    |          |
| Distensione | Boris Pavlov       | 175,0 kg | Leif Jenssen       | 170,0 kg | Dino Turcato       | 165,0 kg |
| Strappo     | Kaarlo Kangasniemi | 155,0 kg | Leif Jenssen       | 150,0 kg | Boris Pavlov       | 147,5 kg |
| Slancio     | Boris Pavlov       | 190,0 kg | Juhani Avellan     | 187,5 kg | Norbert Ozimek     | 185,0 kg |
| Totale      | Boris Pavlov       | 512,5 kg | Leif Jenssen       | 505,0 kg | Kaarlo Kangasniemi | 495,0 kg |
| 90 kg       |                    |          |                    |          |                    |          |
| Distensione | David Rigert       | 185,0 kg | Karl Arnold        | 185,0 kg | Andon Nikolov      | 182,5 kg |
| Strappo     | David Rigert       | 165,0 kg | Jaakko Kailajärvi  | 155,0 kg | Andon Nikolov      | 152,5 kg |
| Slancio     | David Rigert       | 207,5 kg | Atanas Šopov       | 202,5 kg | Jaakko Kailajärvi  | 190,0 kg |
| Totale      | David Rigert       | 557,5 kg | Atanas Šopov       | 527,5 kg | Andon Nikolov      | 525,0 kg |
| 110 kg      |                    |          |                    |          |                    |          |
| Distensione | Jaan Talts         | 200,0 kg | Helmut Losch       | 192,5 kg | Stefan Grützner    | 187,5 kg |
| Strappo     | Jaan Talts         | 165,0 kg | Kauko Kangasniemi  | 160,0 kg | Stefan Grützner    | 157,5 kg |
| Slancio     | Jaan Talts         | 222,5 kg | Stefan Grützner    | 205,0 kg | Kauko Kangasniemi  | 200,0 kg |
| Totale      | Jaan Talts         | 587,5 kg | Stefan Grützner    | 550,0 kg | Kauko Kangasniemi  | 540,0 kg |
| +110 kg     |                    |          |                    |          |                    |          |
| Distensione | Rudolf Mang        | 230,0 kg | Vasilij Alekseev   | 225,0 kg | Serge Reding       | 210,0 kg |
| Strappo     | Rudolf Mang        | 177,5 kg | Vasilij Alekseev   | 175,0 kg | Kalevi Lahdenranta | 170,0 kg |
| Slancio     | Vasilij Alekseev   | 232,5 kg | Rudolf Mang        | 222,5 kg | Gerd Bonk          | 215,0 kg |
| Totale      | Vasilij Alekseev   | 632,5 kg | Rudolf Mang        | 630,0 kg | Gerd Bonk          | 565,0 kg |

## Medagliere

### Grandi (totale)
Riferito al totale dell'esercizio: 9 nazioni sono entrate nel medagliere. 
| Posiz. | Nazione          | Oro | Argento | Bronzo | Totale |
| ------ | ---------------- | --- | ------- | ------ | ------ |
| 1      | Unione Sovietica | 6   | 2       | 1      | 9      |
| 2      | Bulgaria         | 2   | 3       | 1      | 6      |
| 3      | Polonia          | 1   | 1       | 2      | 4      |
| 4      | Germania Est     | 0   | 1       | 1      | 2      |
| 5      | Norvegia         | 0   | 1       | 0      | 1      |
| 5      | Germania Ovest   | 0   | 1       | 0      | 1      |
| 7      | Finlandia        | 0   | 0       | 2      | 2      |
| 8      | Ungheria         | 0   | 0       | 1      | 1      |
| 8      | Italia           | 0   | 0       | 1      | 1      |
| Totale | Totale           | 9   | 9       | 9      | 27     |

### Grandi (totale) e Piccole (distensione, strappo e slancio)
Riferito al totale dell'esercizio e delle tre specialità: 14 nazioni sono entrate nel medagliere. 
| Posiz. | Nazione          | Oro | Argento | Bronzo | Totale |
| ------ | ---------------- | --- | ------- | ------ | ------ |
| 1      | Unione Sovietica | 22  | 8       | 3      | 33     |
| 2      | Bulgaria         | 6   | 9       | 5      | 20     |
| 3      | Polonia          | 3   | 5       | 7      | 15     |
| 4      | Germania Ovest   | 2   | 2       | 1      | 5      |
| 5      | Finlandia        | 1   | 3       | 5      | 9      |
| 6      | Ungheria         | 1   | 0       | 2      | 3      |
| 7      | Francia          | 1   | 0       | 0      | 1      |
| 8      | Germania Est     | 0   | 4       | 6      | 10     |
| 9      | Norvegia         | 0   | 3       | 0      | 3      |
| 10     | Romania          | 0   | 1       | 1      | 2      |
| 11     | Albania          | 0   | 1       | 0      | 1      |
| 12     | Italia           | 0   | 0       | 4      | 4      |
| 13     | Belgio           | 0   | 0       | 1      | 1      |
| 13     | Cecoslovacchia   | 0   | 0       | 1      | 1      |
| Totale | Totale           | 36  | 36      | 36     | 108    |

## Classifica a squadre
Il sistema di punteggio è basato sui punti distribuiti per l'esercizio totale in base allo schema adottato nel 1958:
| Pos. | Squadra          | Punti |
| ---- | ---------------- | ----- |
| 1    | Unione Sovietica | 56    |
| 2    | Bulgaria         | 39    |
| 3    | Polonia          | 29    |
| 4    | Germania Est     | 19    |
| 5    | Finlandia        | 18    |
| 6    | Germania Ovest   | 10    |
| 7    | Ungheria         | 9     |
| 8    | Italia           | 6     |
| 8    | Romania          | 6     |
| 10   | Norvegia         | 5     |
| 11   | Svezia           | 1     |